# 劉賀
劉 賀（りゅう が）は、前漢の第9代皇帝。霍光に擁立されて即位するも、約1ヶ月で廃された。2011年に墓（海昏侯墓）が発見された。
一般的には即位前の王号を取って昌邑王（しょうゆうおう）と呼ばれる。廃帝、漢廃帝、廃位後の称号を取って海昏侯とも呼ばれる。

## 生涯
昌邑哀王劉髆（りゅう はく）の子。武帝の孫にあたる。父の早世により幼くして王位を継いだ。
元平元年（紀元前74年）、叔父の昭帝が急死すると、当時輔政の任に当たっていた大司馬大将軍の霍光の推薦により、昭帝の皇后上官氏（霍光の外孫）の命で昌邑から都長安に招かれ、帝位に即いた。
しかし、その道中や長安に入り皇帝になってからの不行跡があまりにも酷いということで、霍光・張安世ら重臣の奏上を容れた上官皇太后の詔により、在位27日で帝位を剥奪され、海昏侯4,000戸の領主に降格された。
ただ、劉賀の廃位から宣帝擁立までに至る動きが何かと不自然な行為があったといわれる。日本の歴史学者である西嶋定生は、この事件で劉賀の家臣がことごとく処罰されていることや処刑される際に「やるべきことをやらなかったためにかえってやられてしまった」と嘆いた者がいたことなどから、実権を握っている霍光らを排除して劉賀の権力を確立する計画があったと推定した上で、しかしその計画が霍光らに露見し、彼らによる逆クーデターという事態になったのではないかと推定している（この事件で「劉賀を日頃諫めていた」として許された劉賀の家臣、郎中令の龔遂と中尉の王吉と学問の師の王式らが密告者だと疑われている）。
宣帝の密命で様子を見に行った太守の報告によると、当時20代後半の劉賀はすでに中風のため歩行が不自由だったという。また数年後に訪問客に対する発言をとがめられて4,000戸中3,000戸を削られている。神爵3年（紀元前59年）、33歳で死去した。
劉賀の死後、海昏侯の世襲は認められなかった。『漢書』武五子伝によると、後継ぎとして届け出た劉賀の子が次々と亡くなったため、後継ぎを立てるべきでないという天意があるものとされたという。しかし、元帝の時代に、嗣子の劉代宗が特例として海昏侯位を継いだ。海昏侯は後漢の代まで存続したという。

## 墓の発掘
2011年、中華人民共和国江西省南昌市新建区大塘坪郷観西村墎墩山にて、盗掘をきっかけとする緊急発掘調査の結果、劉賀のものと思われる墓が発見された。2016年3月2日、江西省政府は、その墓が劉賀の墓（海昏侯墓）であると断定した旨を発表した。
海昏侯墓には、副葬品として貴重な歴史資料が多く含まれていた。例えば、劉賀の名前が刻まれた玉製の印章や、『論語』の異本（「斉論語」）、孔子と孔門十哲の図像と略伝が刻まれた銅鏡（「孔子衣鏡」）、六博の棋譜などが副葬されていた。
また、青銅製の蒸留器も出土し、前漢期において、すでに蒸留酒が製造されていた可能性も取り沙汰されている。

## 登場作品
テレビドラマ
- 『雲中歌 〜愛を奏でる〜』（2013年、中国、演：包貝爾）

## 関連文献
- 陳政 主編、向井佑介・田中一輝 訳『二十七日間の皇帝劉賀』樹立社、2019年、ISBN 978-4901769839（「埋もれた中国古代の海昏侯国」叢書の第1巻）